# Chalcosiinae
Chalcosiinae là một phân họ của Zygaenidae. Phân họ này gồm rất nhiều loài, tuy nhiên chúng thường ít được biết đến. 

## Hình ảnh

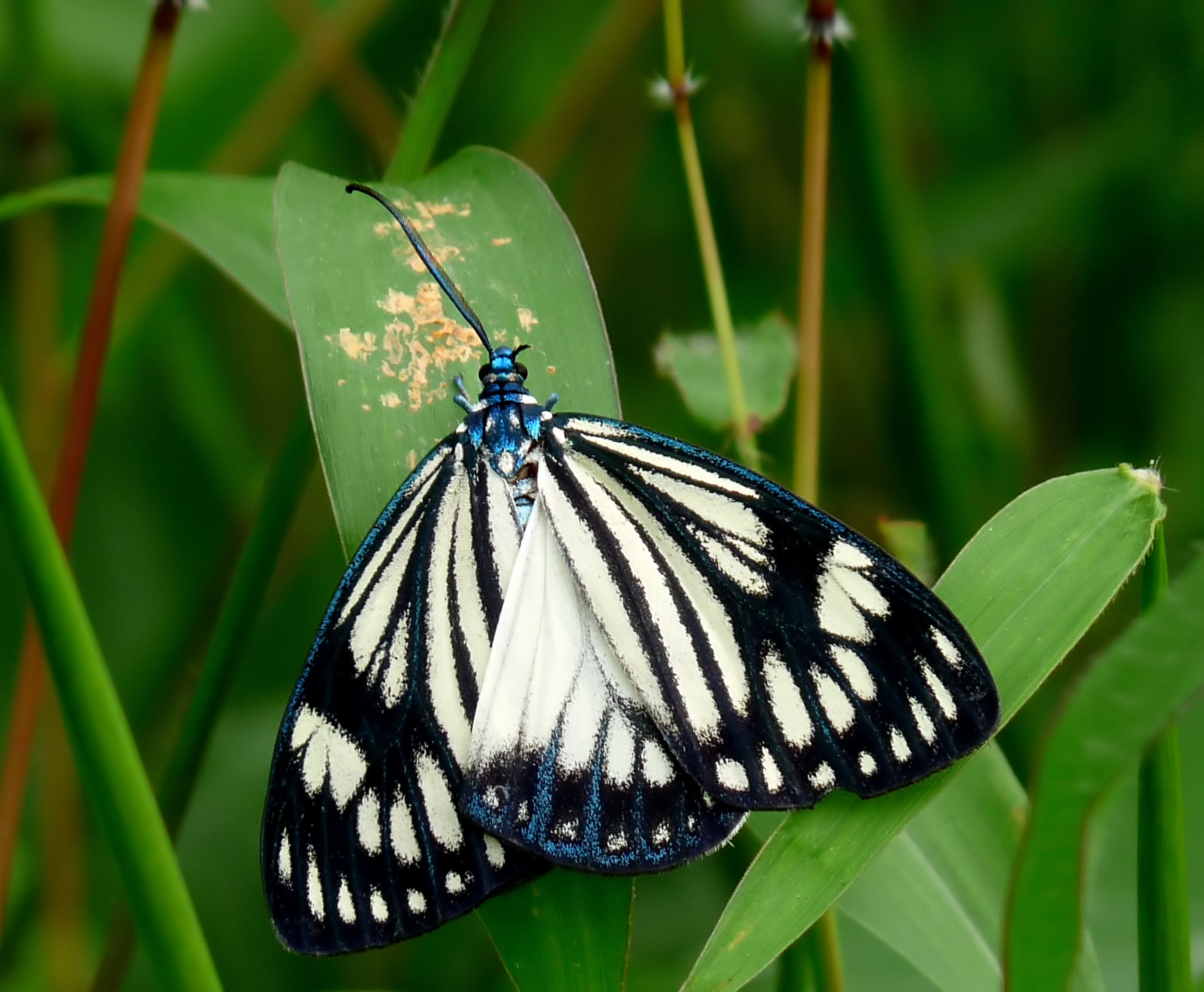

## Các chi
Phân họ này gồm các chi sau 
| - Agalope - Aglaope - Allocyclosia - Amesia - Anarbudas - Aphantocephala - Arbudas - Atelesia - Barbaroscia - Boradia - Boradiopsis - Cadphises - Campylotes - Caprima - Chalcophaedra - Chalcosia - Chalcosiopsis - Clematoessa - Corma - Cryptophysophilus - Cyanidia - Cyclosia | - Doclea - Docleomorpha - Docleopsis - Elcysma - Erasmia - Erasmiphlebohecta - Eterusia - Eucorma - Eucormopsis - Eumorphiopais - Eusphalera - Euxanthopyge - Gynatoceras - Gynautocera - Hadrionella - Hampsonia - Hemiscia - Herpa - Herpidia - Herpolasia - Heteropan | - Heterusinula - Histia - Isocrambia - Milleriana - Mimascaptesyle - Opisoplatia - Panherpina - Philopator - Phlebohecta - Pidorus - Pompelon - Prosopandrophila - Psaphis - Pseudonyctemera - Pseudoscaptesyle - Retina - Rhodopsona - Sciodoclea - Soritia - Thaumastophleps - Trypanophora |